# Kodovoner
Kodovoner è un album raccolta dei Barnes & Barnes pubblicato nel 2005.
L'album contiene cinque tracce dell'EP Soak It Up, dieci tracce del LP Kodovoner (registrato dal 1981 al 1983) e altre nove tracce bonus.

## Tracce

### Soak It Up
1. Soak It Up - 3:19
2. Before You Leave (Positive Life) - 4:40
3. Succeed - 3:05
4. Monkey Life - 3:06
5. Objectivity - 3:41

### Kodovoner
1. A Wave for Brian Wilson - 2:17
2. Fighting With the Demon - 4:03
3. So Bold - 2:23
4. Superman Will Save the Day - 3:33
5. Scary Love - 3:39
6. Girl of My Dreams - 3:43
7. I Got a Job - 2:07
8. Don't Fuck Up the World - 2:51
9. Suburban Obscurity - 3:07
10. Code of Honore - 3:42

### Tracce Bonus
1. A Power Play - 2:26
2. Positive Life#2 - 4:05
3. Fox Hole - 4:34
4. Lies and Spies - 4:03
5. Ripen and Rot - 3:20
6. If You Hurt No One - 3:43
7. Pay for Your Ticket - 2:59
8. Everything You Do - 2:42
9. Honorable Mention - 1:42